# بیوه
بیوه به زن یا مردی گفته می‌شود که همسرش درگذشته‌است. به فردی که شوهرش درگذشته باشد، شوهرمرده و به فردی که زنش درگذشته باشد، زن‌مرده می‌گویند.
رفتار با زنان و مردان بیوه در سراسر جهان متفاوت است؛ مثلاً در بسیاری از جوامع روستایی و عشایری ایران، ازدواجی اجباری رسم بوده‌است که اگر شوهر یک زن بمیرد، برادرشوهرش یک سال زمان دارد تا با او ازدواج کند؛ اگر برادرشوهر از بیوه‌زن خواستگاری نکند، بیوه‌زن دیگر ازدواج نخواهد کرد و فرزندان نابالغش هم از او گرفته خواهد شد، مگر این‌که خواستگار داشته باشد. یا رسم دیگر این‌که شوهر می‌توانسته هنگام مرگ دربارهٔ ازدواج دوبارهٔ زن وصیت کند.